# براونلی (میشیگان)
براونلی (به انگلیسی: Brownlee Park) یک منطقهٔ مسکونی در ایالات متحده آمریکا است که در شهرستان کالهاون، میشیگان واقع شده‌است. براونلی ۵٫۲۷ کیلومتر مربع مساحت و ۲٬۱۰۸ نفر جمعیت دارد و ۲۶۷ متر بالاتر از سطح دریا واقع شده‌است.